# The Super Fight
The Super Fight è stato un incontro di pugilato fittizio inscenato da Rocky Marciano e Muhammad Ali nel 1969 e distribuito al pubblico nel 1970. Poiché all'epoca Ali e Marciano erano gli unici campioni del mondo dei pesi massimi imbattuti della storia, e poiché il pubblico discuteva spesso su chi avrebbe vinto un ipotetico match disputato nei rispettivi periodi di massima forma, il produttore radiofonico Murray Woroner ebbe l'idea di coinvolgere i due pugili in un progetto che li vide affrontarsi in un finto incontro costituito da 70 o 75 round - a seconda della fonte - da un minuto ciascuno in cui i due raffigurarono diversi possibili scenari per un vero combattimento, il cui esito fu poi deciso da un computer utilizzando un software ed algoritmi sviluppati ad hoc.
Il film che scaturì da tale incontro fu mostrato una sola volta in un totale di 1 500 cinema sparsi tra Europa e Nord America, incassando 5 milioni di dollari dell'epoca. Dopo l'uscita nelle sale e diverse vicissitudini che portarono alla distruzione di tutte le sue copie, il film fu riscoperto e distribuito in DVD nel 2005.

## Antefatti
Nel 1967, il produttore radiofonico Murray Woroner ebbe l'idea di determinare il più forte campione mondiale dei pesi massimi di tutti i tempi facendo combattere da loro i più forti pugili di sempre in una serie di incontri virtuali. Onde determinare quali pugili chiamare in causa in questa sorta di torneo, Woroner scrisse a 250 tra esperti e giornalisti di pugilato, così che la prima serie di incontri della competizione risultò essere la seguente:
- Jack Dempsey vs. Gentleman Jim Corbett
- John L. Sullivan vs. Jim Braddock
- Bob Fitzsimmons vs. Jack Sharkey
- Jim Jeffries vs. Jersey Joe Walcott
- Joe Louis vs. Jess Willard
- Max Baer vs. Jack Johnson
- Rocky Marciano vs. Gene Tunney
- Muhammad Ali vs. Max Schmeling

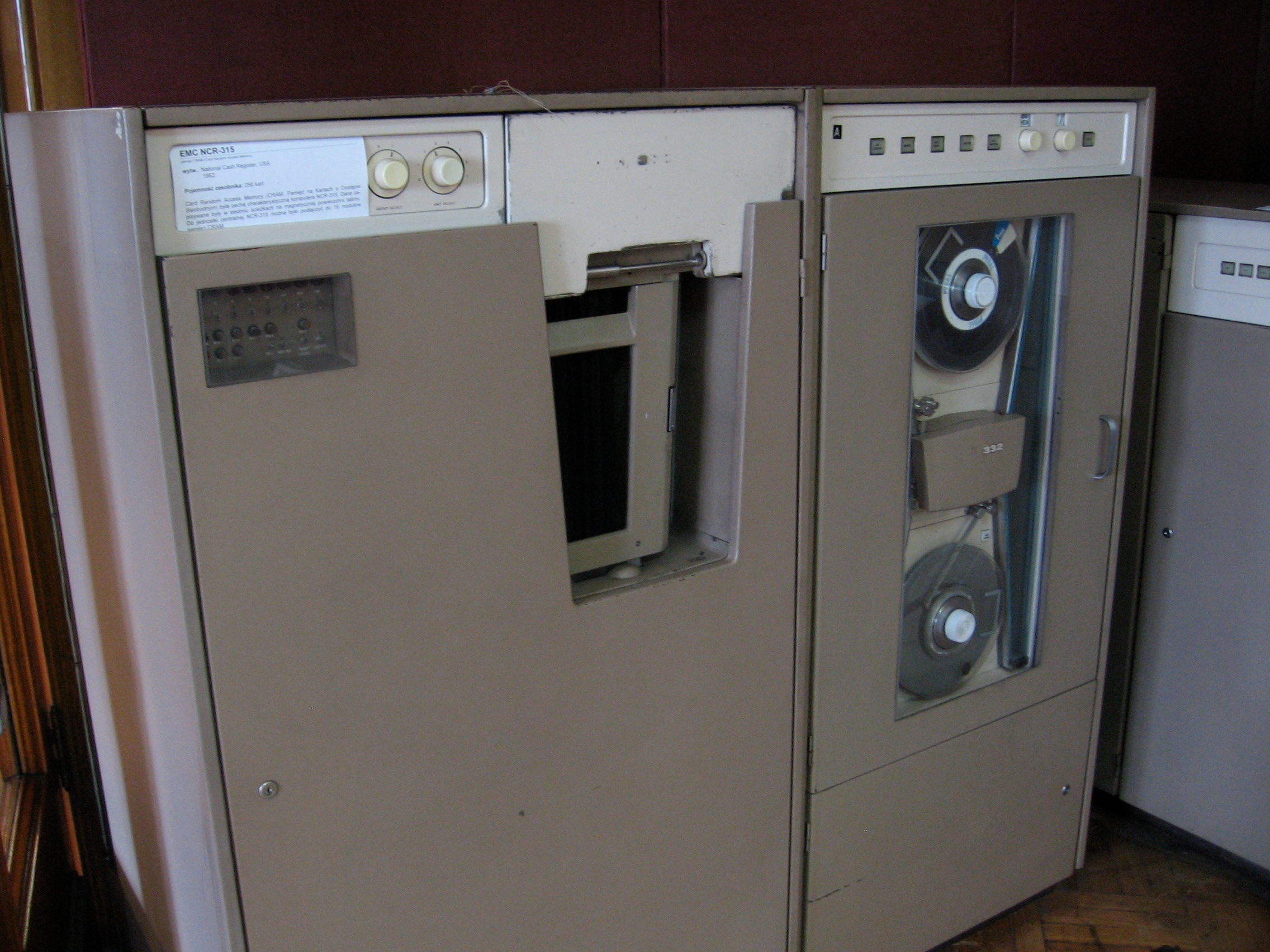
Un computer NCR 315

Per determinare il vincitori di ogni incontro, le statistiche dei due atleti nel loro periodo migliore assieme ad altre loro 58 caratteristiche tra cui i loro punti di forza e di debolezza, nonché i loro stili di combattimento e combinazioni di tecniche preferite, ma anche il loro coraggio e il loro istinto omicida, furono convertiti in formule e inseriti in un computer NCR 315 da 20 kilobyte di memoria, fornito dalla SPS (Systems Programming Services) e dotato di un programma scritto in Fortran che utilizzava algoritmi creati da un matematico della NCR. Il programma veniva eseguito la sera prima della trasmissione radio, impiegando 45 minuti per portare a termine i propri calcoli e restituendo come output un nastro magnetico recante una serie di codici che descriveva ogni singolo pugno. In un secondo momento, il nastro veniva poi manualmente trasferito su un Univac 1005, stampato e quindi consegnato a Woroner che, assieme all'annunciatore radiofonico Guy LeBow, metteva in scena la radiocronaca dell'incontro in una trasmissione a cui, talvolta, partecipavano come commentatori anche pugili dell'epoca. Il vincitore del primo torneo virtuale fu dunque Rocky Marciano, che sconfisse Jack Dempsey in finale e che fu quindi considerato dal computer il più grande campione dei pesi massimi di tutti i tempi. Per dare risalto alla cosa, Woroner consegnò anche al vero Marciano una cintura da campione del mondo in oro e diamanti del valore di 10 000 dollari.

## Il film

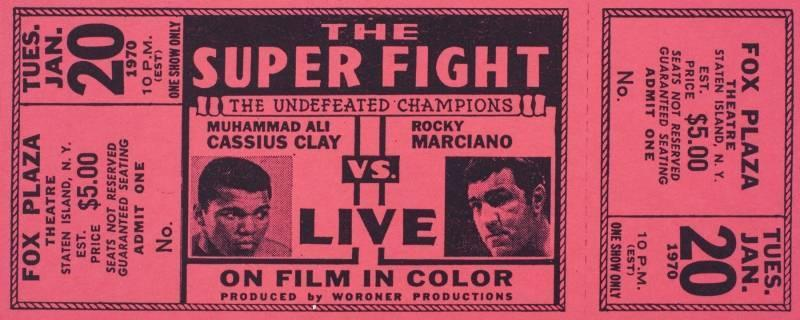
Un biglietto per assistere alla proiezione di The Super Fight

Una volta venuto a conoscenza di essere risultato virtualmente sconfitto da Jim Jeffries in un incontro del secondo turno del sopraccitato torneo, Muhammad Ali intentò una causa per diffamazione nei confronti di Woroner, chiedendo 1 milione di dollari di risarcimento ed esprimendo tutta la sua rabbia per essere stato eliminato da un pugile che egli aveva già in passato definito "il peso massimo più goffo e lento della storia". Alla fine, Woroner riuscì a risolvere la causa risarcendo Ali con 9 999 dollari e a ottenere il suo consenso a partecipare a una versione filmata di un incontro fittizio in cui avrebbe combattuto contro Rocky Marciano e di cui avrebbe, come lo stesso Marciano, ricevuto parte degli introiti.
Mentre all'epoca del film Ali era ancora un atleta in attività, anche se sottoposto a squalifica, e non ebbe quindi alcuna difficoltà a prepararsi al film, Marciano, che aveva concluso la propria carriera 14 anni prima ritirandosi imbattuto con un palmarès di 49 vittorie e nessuna sconfitta, dovette perdere oltre 23 kg e, durante le riprese, indossò un parrucchino per apparire come al culmine della sua carriera.
Nel febbraio 1969, in uno studio di Miami, iniziarono dunque le riprese del film, con i due pugili che si affrontarono in 70 round da un minuto ciascuno, scambiandosi colpi fittizi principalmente al corpo e più raramente al volto e mettendo quindi in scena i diversi scambi che avrebbero potuto avvenire in un combattimento reale. Al termine delle riprese, le varie scene furono montate seguendo la sequenza restituita dal programma della NCR, in cui erano stati inseriti i soliti parametri utilizzati nel torneo virtuale andato in onda nel 1968, assieme a commenti appositamente registrati da Braddock, Louis, Schmeling, Sharkey e Walcott. 
Il risultato dell'incontro non fu rivelato fino al 20 gennaio 1970, quando il film fu mostrato in collegamento video in 1 500 cinema divisi tra Stati Uniti d'America, Canada ed Europa, e trasmesso in televisione nel Regno Unito e in Messico, con il pubblico nordamericano che assistette a una versione in cui Marciano mette fuori combattimento Ali alla tredicesima ripresa, mentre al pubblico europeo fu mostrata una versione in cui Ali vince per KO tecnico grazie alle ferite inflitte al pugile italoamericano.

## Risultati al botteghino e conseguenze
Grazie a quell'unica proiezione, il film incassò un totale di 5 milioni di dollari, con più di 2,5 milioni di dollari provenienti dalle mille sale statunitensi.
Per quanto riguarda la reazione dei protagonisti, Rocky Marciano morì in un incidente aereo poco dopo il completamento del film e diversi mesi prima della sua proiezione, non potendo quindi mai esprimere un commento riguardo ad esso. Tuttavia, Peter Marciano, fratello del pugile, ha affermato che, quando gli fu fatta una domanda in merito, suo fratello si disse sicuro di risultare vincitore dell'incontro. Dal canto suo, Ali, che aveva invece assistito al film la sera stessa della sua proiezione in un cinema di Filadelfia, intentò nuovamente causa a Woroner per diffamazione, sostenendo che il marketing del film aveva tratto in inganno il pubblico di tutto il mondo facendogli credere che il combattimento fosse reale, affermando che qualsiasi versione del film che lo vedeva sconfitto era risultato del fatto che non aveva preso sul serio l'incontro simulato e mettendo perfino in dubbio che l'NCR 315 fosse stato appositamente programmato per far vincere un bianco ("That computer must have been made in Alabama", furono le parole del campione afroamericano). Alla fine, comunque, Ali ritirò la denuncia quando venne a sapere che in Europa era stata proiettata una versione che lo vedeva vincitore e che il regista aveva espresso l'intenzione di distruggere ogni copia del film così da evitare future potenziali azioni legali.
Per nulla arresosi, comunque, Woroner intentò a sua volta una causa contro Ali, chiedendo 2 milioni di dollari di risarcimento al pugile, colpevole, secondo il produttore, di aver fatto sfumare l'occasione di girare un altro combattimento fittizio, che avrebbe visto come protagonisti Sugar Ray Robinson e Marcel Cerdan, poiché aveva fatto sì che Robinson perdesse ogni fiducia nel responso della simulazione computerizzata. Anche in questo caso, la denuncia risultò comunque in un nulla di fatto.
Anni dopo, a una domanda su The Super Fight rivoltagli da Howard Cossell nel corso di una putata di Wild World of Sports, Ali rivolse un generoso omaggio a Marciano, ammettendo che forse, dato il suo stile di boxe, quest'ultimo avrebbe potuto batterlo ai punti e forse addirittura metterlo al tappeto.

## Distruzione delle pellicole e riscoperta
Durante la campagna promozionale che anticipò l'uscita del film, tra i produttori sorsero alcune preoccupazioni legate sia al fatto che al momento della registrazione del film, così come alla data prevista per la sua uscita, su Ali gravava una squalifica e una condanna a 5 anni di carcere, sia al timore di aver reclamizzato la propria opera senza aver chiaramente specificato che il combattimento era fittizio e che l'esito era stato deciso da un computer e dalle opinioni di esperti di boxe. Così, quando Ali fece causa alla Woroner Productions accusandola platealmente di aver ingannato il pubblico, l'azienda decise di distruggere tutte le copie del film.
Nei decenni successivi alla proiezione del 1970, tuttavia, furono sollevati diversi dubbi circa l'esistenza di almeno una copia del film sopravvissuta alla distruzione, poiché l'incontro era stato trasmesso una volta alla fine del 1970 nel corso del programma Wide World of Sports, in onda sulla ABC, generando per altro gli ascolti più alti dell'anno per quel canale televisivo, ed un'altra volta nel 1977, a tarda notte, sulla CBS. Nel 2005, infine, fu ufficialmente annunciata la scoperta di una copia del film nella Biblioteca del Congresso e quindi una nuova uscita della pellicola, che fu quindi distribuita in DVD il 26 dicembre 2005 con il titolo di The Superfight: Marciano vs. Ali, in una versione contenente un documentario sulla realizzazione del film e interviste d'archivio, e che da allora è stata più volte trasmessa in televisione.
Nel 2006, gli autori del film Rocky Balboa hanno preso spunto da The Super Fight per ideare il casus belli che porterà poi alla sfida tra il protagonista e il suo rivale, Mason "The Line" Dixon.